# Vincenzo Toffano
Vincenzo Toffano (Gavello, 25 aprile 1925 – Paderno, 14 dicembre 1944) è stato un partigiano italiano, medaglia d'oro al valor militare alla memoria.

## Biografia
Nacque a Gavello, in provincia di Rovigo, da Giuseppe e Maria Bevilacqua. Avendo ottenuto la licenza elementare, lavorava come operaio tornitore. Nel 1943 risultava residente a Bologna.

### La militanza partigiana
Nell'inverno 1943-44 si recò in Veneto, dove militò nel battaglione Fergnani della brigata Mazzini della divisione Nannetti. Nel marzo 1944, con Renato Romagnoli, il coetaneo Dante Drusiani e altri partigiani bolognesi, fece ritorno a Bologna per unirsi alla squadra "Temporale" della 7ª GAP. Il suo nome di battaglia era "Terremoto".
Il 9 agosto 1944, assieme ad altri undici partigiani, prese parte a quello che divenne un importante episodio della Resistenza bolognese, ovvero la liberazione di alcune centinaia di detenuti politici dal carcere di San Giovanni in Monte. Nel corso dell'azione, Toffano impersonò uno dei 4 partigiani catturati che gli altri compagni, travestiti da fascisti e da tedeschi, finsero di voler trasferire alle carceri.
Il 20 settembre, Toffano e l'amico Dante Drusiani "Tempesta", accompagnati da alcuni partigiani della 63ª brigata "Bolero" Garibaldi guidati da Ildebrando Brighetti, entrarono travestiti con divise tedesche nella polveriera di Villa Contri a Casalecchio di Reno e la fecero saltare.
Nove giorni dopo, il 29 settembre, nuovamente travestito da tedesco, entrò con altri partigiani all'Hotel Baglioni di Bologna, dove risiedevano molti alti ufficiali tedeschi e gerachi fascisti. L'azione prevedeva il piazzamento di una carica esplosiva, che tuttavia non deflagrò. L'attacco fu ritentato il 18 ottobre, al quale Toffano prese nuovamente parte. Questa volta l'esplosivo funzionò, provocando la morte di decine di ufficiali tedeschi e fascisti.
Il 7 novembre prese parte alla battaglia di Porta Lame, ancora una volta fingendosi un soldato tedesco assieme ad altri partigiani,  attaccando alle spalle tedeschi e fascisti, al fine di alleggerire la pressione sui compagni sotto assedio nella base dell'ex macello.

### La cattura, la tortura e la morte
Nell'ottobre 1944 l'avanzata alleata da sud si interruppe, assestandosi sul crinale appenninico a pochi chilometri da Bologna. Sfumata la prospettiva di una rapida liberazione della città, con il proclama Alexander gli alleati richiesero alla Resistenza italiana di cessare operazioni di larga scala e assestarsi su posizioni difensive. Vincenzo Toffano, come altri suoi compagni, dovette abbandonare la base partigiana della squadra Temporale e trovò rifugio nella casa della fidanzata. Fu lì che, a seguito di una delazione, venne catturato dai fascisti nel dicembre di quell'anno. Rinchiuso nelle carceri di San Giovanni in Monte a Bologna, venne a lungo torturato affinché rivelasse i nomi dei compagni. Il 14 dicembre, assieme a decine di altri partigiani, fu trasportato a Sabbiuno di Paderno e lì fucilato, in quello che divenne noto come l'eccidio di Sabbiuno.

## Onorificenze
A Toffano è stata intitolata una via di Bologna, ed è ricordato sia nel Sacrario in piazza Nettuno a Bologna, che nel monumento di Sabbiuno.